# Paul Juda
Paul Juda (ur. 7 lipca 2001 w Des Plaines) – amerykański gimnastyk polskiego pochodzenia, brązowy medalista olimpijski z Paryża 2024 i mistrzostw świata.

## Udział w zawodach międzynarodowych
| Impreza            | Rok  | Miejsce   | Przyrząd             | Przyrząd | Przyrząd | Przyrząd | Przyrząd | Przyrząd | Wielobój     | Wielobój  |   |    |      |
| Impreza            | Rok  | Miejsce   | F                    | PH       | R        | V        | PB       | HB       | indywidualny | drużynowy |   |    |      |
| ------------------ | ---- | --------- | -------------------- | -------- | -------- | -------- | -------- | -------- | ------------ | --------- | - | -- | ---- |
| Impreza            | Rok  | Miejsce   | Igrzyska olimpijskie | 2024     | Paryż    | K        | K        | K        | K            | K         | K | 14 | 03 ! |
| Mistrzostwa świata | 2023 | Antwerpia | K                    | —        | K        | 5        | —        | 5        | K            | 03 !      |   |    |      |

legenda:
- K - nie zakwalifikował się do finału
- — - nie brał udziału

## Życie prywatne
Syn polskich emigrantów Józefa i Ewy. Ma dwójkę rodzeństwa Katarzynę i Michała. Wychował się w Deerfield. Studiował psychologię na Uniwersytecie Michigan.